# Sybase Open 1998 - Qualificazioni doppio
Le qualificazioni del doppio  dello  Sybase Open 1998 sono state un torneo di tennis preliminare per accedere alla fase finale della manifestazione. I vincitori dell'ultimo turno sono entrati di diritto nel tabellone principale. In caso di ritiro di uno o più giocatori aventi diritto a questi sono subentrati i lucky loser, ossia i giocatori che hanno perso nell'ultimo turno ma che avevano una classifica più alta rispetto agli altri partecipanti che avevano comunque perso nel turno finale.
Le qualificazioni del doppio del torneo Sybase Open 1998 prevedevano 4 coppie partecipanti di cui una è entrata nel tabellone principale.

## Teste di serie
1. David DiLucia /  Michael Sell (Qualificati)

1. Eyal Ran /  Rogier Wassen (primo turno)

## Qualificati
1. David DiLucia  /   Michael Sell

## Tabellone

### Legenda
| - Q = Qualificato - WC = Wild card - LL = Lucky loser | - ALT = Alternate - SE = Special Exempt - PR = Protected Ranking | - w/o = Walkover - r = Ritirato - d = Squalificato |

|  | Primo turno | Primo turno                   | Primo turno | Primo turno | Primo turno |  |  | Ultimo turno | Ultimo turno                  | Ultimo turno                  | Ultimo turno | Ultimo turno |  |
|  |             |                               |             |             |             |  |  |              |                               |                               |              |              |  |
|  | 1           | David DiLucia Michael Sell    | 3           | 6           | 6           |  |  |              |                               |                               |              |              |  |
|  |             | Rikard Bergh Danie Visser     | 6           | 3           | 4           |  |  | 1            | David DiLucia Michael Sell    | David DiLucia Michael Sell    | 6            | 6            |  |
|  |             | Richard Fromberg Tomas Nydahl | 6           | 6           | 6           |  |  |              | Richard Fromberg Tomas Nydahl | Richard Fromberg Tomas Nydahl | 4            | 2            |  |
|  | 2           | Eyal Ran Rogier Wassen        | 7           | 3           | 4           |  |  |              |                               |                               |              |              |  |